# Pallacanestro Cantù 2012-2013
Questa voce raccoglie le informazioni riguardanti la Pallacanestro Cantù nelle competizioni ufficiali della stagione
2012-2013.

## Stagione
La stagione 2012-2013 della Pallacanestro Cantù, sponsorizzata chebolletta, è la 56ª nel massimo campionato italiano di pallacanestro. Il club lombardo, con la sponsorizzazione Mapooro, partecipa all'Eurolega grazie alla vittoria del Turno preliminare e disputa per la 3ª volta la Supercoppa italiana in qualità di finalista di Coppa Italia. Con la sponsorizzazione FoxTown disputa le Final Eight di Coppa Italia (sponsorizzazione proseguita anche per le successive gare di campionato). A partire dal 12 marzo la squadra è sponsorizzata Lenovo.
Per la composizione del roster si decise di optare per la scelta della formula del 5+4+3, con 7 giocatori stranieri (3 non comunitari FIBA e 4 comunitari) e 5 giocatori di formazione italiana.
Rispetto alla stagione precedente non ci sono più Doron Perkins, Andrea Cinciarini, Greg Brunner, Giorgi Shermadini, Gianluca Basile, Denis Marconato e Vladimir Micov.
Ai confermati Marko Šćekić, Manuchar Mark'oishvili, Maarty Leunen, Nicolás Mazzarino, si aggiungono Jakub Kudláček, Jerry Smith, Marco Cusin, Andrea Casella, Jeff Brooks, Pietro Aradori, Alex Tyus e Jonathan Tabu rientrato dal prestito alla Vanoli Cremona.
Il primo impegno ufficiale della stagione è stata la Supercoppa italiana. L'incontro, disputatosi il 22 settembre contro la Mens Sana a Rimini, ha visto la formazione lombarda aggiudicarsi il trofeo per la 2ª volta nella sua storia.
Dal 25 al 28 settembre ha partecipato al Qualyfing Round dell'Eurolega che prevedeva un torneo ad eliminazione diretta, a cui hanno partecipato 8 squadre. La Pall. Cantù, sconfiggendo nell'ordine l'Academic Sofia, il ČEZ Nymburk e il Le Mans, si è aggiudicata il torneo ed il diritto di partecipare all'Eurolega.
L'esordio in campionato è avvenuto il 2 ottobre sconfiggendo in casa la Reyer Venezia. Perde i successivi incontri in trasferta a Roma contro la Virtus Roma e, all'ultimo tiro, a Sassari contro la Dinamo Sassari. Vince l'incontro seguente contro il New Basket Brindisi, ma perde la settimana successiva contro la Pall. Varese. Sfrutta benissimo i due turni casalinghi consecutivi sconfiggendo sia la Scandone Avellino che la Vanoli Cremona e vincendo in trasferta contro la VL Pesaro. La striscia di tre vittorie consecutive viene interrotta al PalaDesio dalla Mens Sana; la settimana seguente perde di 2 punti a Caserta contro la Juve. Dopo questa sconfitta riesce ad inanellare una striscia di 5 vittorie consecutive contro la Pall. Biella, la Pall. Reggiana e la Virtus Bologna (in casa) e contro la Sutor Montegranaro, segnando 100 punti, e l'Olimpia Milano (in trasferta).

## Roster

### Staff tecnico e dirigenziale
- Allenatore: Andrea Trinchieri
- Assistente: Emanuele Molin
- Assistente: Nicola Brienza
- Assistente: Federico Perego
- Preparatore Atletico: Roberto Bianchi
- Preparatore Atletico: Oscar Pedretti
- Medico: Ezio Giani
- Medico: Marco Camagni
- Medico: Federico Casamassima
- Fisioterapista: Andrea Lanzi
- Fisioterapista: Christian Bianchi

- Presidente: Anna Cremascoli
- Vicepresidente: Luca Orthmann
- Amministratore Delegato: Luca Orthmann
- Segretario Generale e Resp.le eventi: Cinzia Lauro
- Direttore Sportivo: Bruno Arrigoni
- Team Manager: Daniele Della Fiori
- Relazioni esterne e Addetto stampa: Luca Rossini
- Resp.le marketing: Matteo Allevi
- Biglietteria: Alessia Geracitano
- Amministrazione: Lorena Broggi
- Resp.le sito Internet: Luca Rossini
- Resp.le Settore Giovanile: Antonio Munafò
- Resp.le Tecnico Sett. Giovanile:	Gianni Lambruschi

## Mercato
| Arrivi | Arrivi          | Arrivi             | Arrivi        |
| R      | Nome            | da                 | Modalità      |
| ------ | --------------- | ------------------ | ------------- |
| P      | Jakub Kudláček  | Pall. Reggiana     | prestito      |
| AG     | Giacomo Maspero | Sangiorgese Basket | fine prestito |
| C      | Marco Cusin     | V.L. Pesaro        | definitivo    |
| P      | Jerry Smith     | Springfield Armor  | definitivo    |
| A      | Andrea Casella  | U.C. Piacentina    | definitivo    |
| A      | Jeff Brooks     | Jesi Academy       | definitivo    |
| P      | Jonathan Tabu   | Vanoli Cremona     | fine prestito |
| G      | Pietro Aradori  | Mens Sana Siena    | definitivo    |
| AC     | Alex Tyus       | Maccabi Ashdod     | definitivo    |

| Partenze | Partenze            | Partenze       | Partenze                  |
| R        | Nome                | a              | Modalità                  |
| -------- | ------------------- | -------------- | ------------------------- |
| P        | Doron Perkins       | Donec'k        | fine contratto            |
| P        | Andrea Cinciarini   | Pall. Reggiana | risoluzione del contratto |
| AC       | Greg Brunner        | Pall. Reggiana | fine contratto            |
| C        | Giorgi Shermadini   | Panathīnaïkos  | fine prestito             |
| P        | Federico Bolzonella | Lago Maggiore  | fine contratto            |
| PG       | Gianluca Basile     | Olimpia Milano | risoluzione contratto     |
| A        | Marco Diviach       | B.blù Bologna  | fine contratto            |
| A        | Vladimir Micov      | CSKA Mosca     | risoluzione contratto     |
| AG       | Giacomo Maspero     | Treviglio      | prestito                  |
| C        | Denis Marconato     | Reyer Venezia  | fine contratto            |

## Risultati

### Serie A

#### Regular Season

##### Girone di andata
| Arbitri: | Tolga Sahin (Messina) Mauro Pozzana (Udine) Maurizio Biggi (Cavenago di Brianza) |

|                            |            |                                |
| Brooks 14 Smith 13 Tyus 12 | Punti      | 19 Young 13 Clark 10 Diawara   |
| Tabu 5                     | Assist     | 2 Marconato, Zoroski, Fantoni  |
| Tyus 8                     | Rimbalzi   | 5 Diawara, Marconato, Rosselli |
| Andrea Trinchieri          | Allenatori | Andrea Mazzon                  |

| Arbitri: | Paolo Taurino (Vignola) Saverio Lanzarini (Bologna) Gianluca Sardella (Rimini) |

|                           |            |                            |
| Datome 24 Goss 14 Czyż 14 | Punti      | 18 Tyus 18 Aradori 13 Tabu |
| Taylor 3                  | Assist     | 5 Tabu                     |
| Datome 5                  | Rimbalzi   | 6 Tyus                     |
| Marco Calvani             | Allenatori | Andrea Trinchieri          |

| Arbitri: | Guerrino Cerebuch (Trieste) Mauro Pozzana (Udine) Manuel Mazzoni (Grosseto) |

|                                        |            |                                     |
| T. Diener 15 D. Diener 13 Thornton 12  | Punti      | 16 Mark'oishvili 15 Smith 11 Brooks |
| T. Diener 8                            | Assist     | 5 Smith                             |
| Ignerski, T. Diener, Vanuzzo, Easley 4 | Rimbalzi   | 7 Aradori                           |
| Meo Sacchetti                          | Allenatori | Andrea Trinchieri                   |

| Arbitri: | Tolga Sahin (Messina) Massimiliano Filippini (San Lazzaro) Evangelista Caiazza (Arzano) |

|                                  |            |                                      |
| Tabu 18 P. Aradori 14 A. Tyus 13 | Punti      | 33 Reynolds 14 J. Gibson 12 J. Grant |
| Mark'oishvili 4                  | Assist     | 4 Fultz                              |
| Tyus 7                           | Rimbalzi   | 9 Simmons                            |
| Andrea Trinchieri                | Allenatori | Piero Bucchi                         |

| Arbitri: | Enrico Sabetta (Termoli) Dino Seghetti (Livorno) Gianluca Sardella (Rimini) |

|                            |            |                                     |
| Ere 19 Dunston 17 Banks 14 | Punti      | 17 Mark'oishvili 14 Cusin 10 Brooks |
| M. Green 7                 | Assist     | 3 Leunen, Brooks, Tabu              |
| Dunston 11                 | Rimbalzi   | 9 Cusin                             |
| Frank Vitucci              | Allenatori | Andrea Trinchieri                   |

| Arbitri: | Paolo Taurino (Vignola) Paolo Quacci (Albuzzano) Massimiliano Duranti (Càscina) |

|                                |            |                                        |
| Tyus 17 Leunen 16 Mazzarino 12 | Punti      | 14 Richardson 13 Mavraides 11 Dragović |
| Tabu 7                         | Assist     | 5 Mavraides                            |
| Tabu 11                        | Rimbalzi   | 10 Dragović                            |
| Andrea Trinchieri              | Allenatori | Giorgio Valli                          |

| Arbitri: | Tolga Sahin (Messina) Alessandro Vicino (Argelato) Davide Ramilli (Forlì) |

|                              |            |                               |
| Brooks 16 Tabu 14 Aradori 13 | Punti      | 17 Harris 12 Jackson 11 Perić |
| Tabu 9                       | Assist     | 4 Johnson                     |
| Brooks 7                     | Rimbalzi   | 5 Harris                      |
| Andrea Trinchieri            | Allenatori | Attilio Caja                  |

| Arbitri: | Roberto Begnis (Crema) Mauro Pozzana (Udine) Gabriele Bettini (Bologna) |

|                                            |            |                                     |
| Crosariol 16 Barbour 13 Cavaliero, Mack 10 | Punti      | 19 Tabu 16 Mark'oishvili 13 Aradori |
| Barbour 4                                  | Assist     | 3 Tabu                              |
| Crosariol, Bryan 6                         | Rimbalzi   | 8 Cusin                             |
| Giampiero Ticchi                           | Allenatori | Andrea Trinchieri                   |

| Arbitri: | Luigi Lamonica (Roseto degli Abruzzi) Carmelo Lo Guzzo (Pisa) Gianluca Calbucci (Pomezia) |

|                                          |            |                                          |
| Mark'oishvili 15 Tabu 16 Brooks, Cusin 6 | Punti      | 158 Moss 10 Sanik'idze 8 Kangur, Hackett |
| Leunen 5                                 | Assist     | 4 Brown                                  |
| Mark'oishvili 11                         | Rimbalzi   | 8 Sanik'idze                             |
| Andrea Trinchieri                        | Allenatori | Luca Banchi                              |

| Arbitri: | Dino Seghetti (Livorno) Marco Giansanti (Roma) Guido Federico Di Francesco (Teramo) |

|                                             |            |                                              |
| Gentile 16 Akindele 15 Jonušas, Mordente 11 | Punti      | 14 Leunen, Cusin 12 Mark'oishvili, Mazzarino |
| Gentile 3                                   | Assist     | 2 Mark'oishvili, Tabu                        |
| Akindele 8                                  | Rimbalzi   | 10 Tabu                                      |
| Stefano Sacripanti                          | Allenatori | Andrea Trinchieri                            |

| Arbitri: | Roberto Chiari (Ponzano Veneto) Alessandro Vicino (Argelato) Lorenzo Baldini (Firenze) |

|                                    |            |                                |
| Leunen 18 Mark'oishvili 17 Tabu 14 | Punti      | 21 Mavunga 11 Johnson 10 Jurak |
| Tabu 9                             | Assist     | 4 Chrysikopoulos               |
| Tyus                               | Rimbalzi   | 9 Chrysikopoulos               |
| Andrea Trinchieri                  | Allenatori | Massimo Cancellieri            |

| Arbitri: | Tolga Sahin (Messina) Luca Weidmann (Campobasso) Evangelista Caiazza (Arzano) |

|                              |            |                                     |
| Amoroso 23 Johnson 14 Slay 9 | Punti      | 24 Aradori 19 Mark'oishvili 19 Tyus |
| Di Bella 4                   | Assist     | 5 Leunen                            |
| Freimanis 7                  | Rimbalzi   | 7 Leunen, Mark'oishvili, Tyus       |
| Charlie Recalcati            | Allenatori | Andrea Trinchieri                   |

| Arbitri: | Gianluca Mattioli (Pesaro) Carmelo Lo Guzzo (Pisa) Alessandro Terreni (Vicenza) |

|                                    |            |                                   |
| Mark'oishvili 19 Tyus 17 Brooks 14 | Punti      | 29 Taylor 10 Cinciarini 7 Jeremić |
| Brooks, Tabu 4                     | Assist     | 3 James                           |
| Brooks 9                           | Rimbalzi   | 8 Taylor                          |
| Andrea Trinchieri                  | Allenatori | Massimiliano Menetti              |

| Arbitri: | Dino Seghetti (Livorno) Alessandro Vicino (Argelato) Lorenzo Baldini (Firenze) |

|                                                     |            |                                       |
| Melli 17 Langford 17 Hairston, Mpourousīs, Green 10 | Punti      | 25 Aradori 19 Mark'oishvili 14 Brooks |
| Green 7                                             | Assist     | 3 Tabu                                |
| Green, Mpourousīs 4                                 | Rimbalzi   | 9 Brooks                              |
| Sergio Scariolo                                     | Allenatori | Andrea Trinchieri                     |

| Arbitri: | Roberto Begnis (Crema) Saverio Lanzarini (Bologna) Gianluca Calbucci (Pomezia) |

|                                             |            |                                |
| Leunen 16 Aradori 14 Mark'oishvili, Tabu 11 | Punti      | 15 Gaddefors 10 Poeta 10 Rocca |
| Aradori, J. Tabu 4                          | Assist     | 4 Moraschini                   |
| Leunen 8                                    | Rimbalzi   | 8 Rocca                        |
| Andrea Trinchieri                           | Allenatori | Alex Finelli                   |

##### Girone di ritorno
| Arbitri: | Guerrino Cerebuch (Trieste) Emanuele Aronne (Viterbo) Gabriele Bettini (Bologna) |

|                                 |            |                                    |
| Diawara 29 Szewczyk 21 Clark 11 | Punti      | 15 Tyus 15 Tabu 13 Leunen, Aradori |
| Rosselli 4                      | Assist     | 5 Tabu                             |
| Diawara 9                       | Rimbalzi   | 5 Tyus                             |
| Andrea Mazzon                   | Allenatori | Andrea Trinchieri                  |

| Arbitri: | Dino Seghetti (Livorno) Paolo Quacci (Albuzzano) Manuel Mazzoni (Grosseto) |

|                                     |            |                             |
| Tabu 12 Aradori 12 Mark'oishvili 10 | Punti      | 18 Datome 14 Lawal 11Taylor |
| Tabu 8                              | Assist     | 11 Goss                     |
| Tabu 12                             | Rimbalzi   | 6 Czyż                      |
| Andrea Trinchieri                   | Allenatori | Marco Calvani               |

| Arbitri: | Carmelo Paternicò (Piazza Armerina) Luca Weidmann (Campobasso) Maurizio Biggi (Cavenago di Brianza) |

|                             |            |                                          |
| Aradori 21 Tabu 15 Cusin 12 | Punti      | 21 T. Diener 16 B. Thornton 14 D. Diener |
| Tabu 5                      | Assist     | 7 T. Diener                              |
| Cusin 8                     | Rimbalzi   | 7 D. Diener                              |
| Andrea Trinchieri           | Allenatori | Meo Sacchetti                            |

| Arbitri: | Guerrino Cerebuch (Trieste) Marco Giansanti (Roma) Davide Ramilli (Forlì) |

|                              |            |                             |
| Gibson 29 Simmons 11 Ndoja 8 | Punti      | 14 Tabu 13 Aradori 10 Cusin |
| Reynolds 7                   | Assist     | 4 Leunen                    |
| Gibson, Grant, Viggiano 6    | Rimbalzi   | 7 Leunen                    |
| Piero Bucchi                 | Allenatori | Andrea Trinchieri           |

| Arbitri: | Luigi Lamonica (Roseto degli Abruzzi) Massimiliano Filippini (San Lazzaro) Mark Bartoli (Trieste) |

|                              |            |                            |
| Aradori 20 Cusin 10 Brooks 8 | Punti      | 16 Dunston 12 Green 10 Ere |
| Anderson, Leunen, Tabu 2     | Assist     | 3 Green                    |
| Tyus 11                      | Rimbalzi   | 10 Dunston                 |
| Bruno Arrigoni               | Allenatori | Frank Vitucci              |

| Arbitri: | Roberto Chiari (Ponzano Veneto) Tolga Sahin (Messina) Evangelista Caiazza (Arzano) |

|                 |            |                |
| Cesare Pancotto | Allenatori | Bruno Arrigoni |

| Arbitri: | Roberto Begnis (Crema) Emanuele Aronne (Viterbo) Alessandro Martolini (Roma) |

|                              |            |                                   |
| Vitali 22 Perić 17 Harris 15 | Punti      | 20 Mazzarino 18 Aradori 12 Leunen |
| Vitali 6                     | Assist     | 7 Tabu                            |
| Stipanović 8                 | Rimbalzi   | 8 Aradori                         |
| Luigi Gresta                 | Allenatori | Andrea Trinchieri                 |

| Arbitri: | Dino Seghetti (Livorno) Paolo Quacci (Albuzzano) Alessandro Terreni (Vicenza) |

|                                  |            |                                              |
| Smith 15 Aradori 14 Mazzarino 11 | Punti      | 15 Crosariol 13 Barbour 10 Stipčević, Kinsey |
| Leunen 5                         | Assist     | 6 Cavaliero                                  |
| Leunen 12                        | Rimbalzi   | 9 Kinsey                                     |
| Andrea Trinchieri                | Allenatori | Zare Markovski                               |

| Arbitri: | Carmelo Paternicò (Piazza Armerina) Massimiliano Filippini (San Lazzaro) Manuel Mazzoni (Grosseto) |

|                            |            |                                   |
| Brown 24 Moss 17 Ortner 15 | Punti      | 17 Leunen 10 Brooks 10 Mancinelli |
| Rašić 5                    | Assist     | 4 Smith, Tabu                     |
| Ortner 7                   | Rimbalzi   | 6 Brooks, Smith                   |
| Luca Banchi                | Allenatori | Andrea Trinchieri                 |

| Arbitri: | Saverio Lanzarini (Bologna) Dino Seghetti (Livorno) Alessandro Vicino (Argelato) |

|                           |            |                                   |
| Aradori 19 Tabu 8 Cusin 7 | Punti      | 17 Jelovac 12 Gentile 11 Akindele |
| Tabu 4                    | Assist     | 4 Gentile                         |
| Leunen 10                 | Rimbalzi   | 12 Jelovac                        |
| Andrea Trinchieri         | Allenatori | Stefano Sacripanti                |

| Arbitri: | Luigi Lamonica (Roseto degli Abruzzi) Gianluca Sardella (Rimini) Guido Federico Di Francesco (Termoli) |

|                                      |            |                                 |
| Johnson 23 Rochestie 14 Tsaldarīs 14 | Punti      | 17 Aradori 14 Mazzarino 14 Tabu |
| Johnson 4                            | Assist     | 5 Tabu                          |
| Jurak 6                              | Rimbalzi   | 4 Tyus                          |
| Massimo Cancellieri                  | Allenatori | Andrea Trinchieri               |

| Arbitri: | Carmelo Lo Guzzo (Pisa) Lorenzo Baldini (Firenze) Davide Ramilli (Forlì) |

|                                       |            |                                                               |
| Mazzarino 13 Aradori 13 Mancinelli 13 | Punti      | 15 Slay 11 Freimanis 6 Cinciarini, Di Bella, Mazzola, Johnson |
| Aradori 4                             | Assist     | 6 Di Bella                                                    |
| Tyus 8                                | Rimbalzi   | 6 Burns                                                       |
| Andrea Trinchieri                     | Allenatori | Charlie Recalcati                                             |

| Arbitri: | Enrico Sabetta (Termoli) Tolga Sahin (Messina) Emanuele Aronne (Viterbo) |

|                                 |            |                                       |
| Bell 18 Cinciarini 11 Brunner 9 | Punti      | 15 Mazzarino 15 Aradori 14 Mancinelli |
| Taylor 5                        | Assist     | 2 Mancinelli                          |
| Brunner, Taylor 8               | Rimbalzi   | 11 Tyus                               |
| Massimiliano Menetti            | Allenatori | Andrea Trinchieri                     |

| Arbitri: | Luigi Lamonica (Roseto degli Abruzzi) Marco Giansanti (Roma) Mark Bartoli (Trieste) |

|                            |            |                                 |
| Aradori 17 Tabu 14 Tyus 13 | Punti      | 25 Gentile 17 Langford 15 Green |
| Leunen 6                   | Assist     | 4 Green                         |
| Aradori 9                  | Rimbalzi   | 7 Melli                         |
| Andrea Trinchieri          | Allenatori | Sergio Scariolo                 |

| Arbitri: | Enrico Sabetta (Termoli) Gabriele Bettini (Bologna) Denny Borgioni (Roma) |

|                                |            |                                 |
| Pullen 22 Poeta 10 Rocca 10    | Punti      | 16 Ragland 15 Aradori 11 Brooks |
| Poeta 7                        | Assist     | 3 Aradori                       |
| Fontecchio, Gaddefors, Rocca 4 | Rimbalzi   | 7 Leunen                        |
| Luca Bechi                     | Allenatori | Andrea Trinchieri               |

#### Play-off
Tutti i turni di playoff si giocano al meglio delle 7 partite. La squadra con il miglior piazzamento in classifica al termine della stagione regolare gioca in casa gara-1, gara-2 e le eventuali gara-5 e gara-7.
|   | Quarti di finale | G1 | G2 | G3 | G4 | G5 | G6 | G7 |
| - | ---------------- | -- | -- | -- | -- | -- | -- | -- |
| 2 | Dinamo Sassari   | 90 | 83 | 71 | 80 | 81 | 84 | 95 |
| 7 | Pall. Cantù      | 70 | 78 | 73 | 82 | 58 | 87 | 97 |

|   | Semifinale  | G1 | G2 | G3 | G4 | G5 | G6 | G7 |
| - | ----------- | -- | -- | -- | -- | -- | -- | -- |
| 3 | Virtus Roma | 82 | 74 | 73 | 73 | 66 | 74 | 89 |
| 7 | Pall. Cantù | 75 | 68 | 81 | 81 | 77 | 69 | 70 |

##### Quarti di finale
| Arbitri: | Carmelo Paternicò (Piazza Armerina) Gabriele Bettini (Bologna) Denny Borgioni (Roma) |

|                                        |            |                               |
| D. Diener 20 Bečirovič 16 T. Diener 13 | Punti      | 14 Ragland 10 Tyus 10 Aradori |
| T. Diener 8                            | Assist     | 7 Ragland                     |
| Thornton 8                             | Rimbalzi   | 5 Smith, Tyus, Tabu           |
| Meo Sacchetti                          | Allenatori | Andrea Trinchieri             |

| Arbitri: | Massimiliano Filippini (San Lazzaro) Dino Seghetti (Livorno) Maurizio Biggi (Cavenago di Brianza) |

|                                                                        |            |                              |
| T. Diener 20 D. Diener 18 Thornton 15                                  | Punti      | 24 Ragland 14 Leunen 13 Tyus |
| T. Diener 7                                                            | Assist     | 7 Ragland                    |
| D. Diener, T. Diener, , Easley, Gordon, Sacchetti, Thornton, Vanuzzo 3 | Rimbalzi   | 11 Tyus                      |
| Meo Sacchetti                                                          | Allenatori | Andrea Trinchieri            |

| Arbitri: | Enrico Sabetta (Termoli) Luca Weidmann (Campobasso) Alessandro Vicino (Argelato) |

|                                    |            |                                       |
| Leunen 17 Ragland 11 Mancinelli 10 | Punti      | 19 T. Diener 13 D. Diener 12 Thornton |
| Leunen, Ragland 3                  | Assist     | 5 D. Diener                           |
| Tyus 14                            | Rimbalzi   | 8 Gordon                              |
| Andrea Trinchieri                  | Allenatori | Meo Sacchetti                         |

| Arbitri: | Luigi Lamonica (Roseto degli Abruzzi) Dino Seghetti (Livorno) Emanuele Aronne (Viterbo) |

|                               |            |                                    |
| Ragland 23 Tyus 16 Aradori 11 | Punti      | 19 Bečirovič 16 Thornton 13 Gordon |
| Ragland 5                     | Assist     | 9 T. Diener                        |
| Tyus 9                        | Rimbalzi   | 9 Gordon                           |
| Andrea Trinchieri             | Allenatori | Meo Sacchetti                      |

| Arbitri: | Saverio Lanzarini (Bologna) Marco Giansanti (Roma) Maurizio Biggi (Cavenago di Brianza) |

|                                   |            |                               |
| D. Diener 18 Vanuzzo 13 Gordon 13 | Punti      | 13 Tyus 12 Aradori 10 Ragland |
| T. Diener 5                       | Assist     | 3 Mancinelli                  |
| Gordon 9                          | Rimbalzi   | 12 Tyus                       |
| Meo Sacchetti                     | Allenatori | Andrea Trinchieri             |

| Arbitri: | Enrico Sabetta (Termoli) Massimiliano Filippini (San Lazzaro) Denny Borgioni (Roma) |

|                                 |            |                                     |
| Aradori 26 Tyus 17 Mazzarino 11 | Punti      | 21 Gordon 19 D. Diener 18 Sacchetti |
| Aradori 5                       | Assist     | 5 T. Diener                         |
| Leunen, Tyus 7                  | Rimbalzi   | 9 Gordon                            |
| Andrea Trinchieri               | Allenatori | Meo Sacchetti                       |

| Arbitri: | Gianluca Mattioli (Pesaro) Roberto Chiari (Ponzano Veneto) Paolo Quacci (Albuzzano) |

|                                                          |            |                                            |
| Thornton 18 T. Diener 18 Sacchetti, D. Diener, Easley 11 | Punti      | 20 Ragland 13 Brooks 12 Mazzarino, Aradori |
| D. Diener 6                                              | Assist     | 6 Ragland                                  |
| Sacchetti 7                                              | Rimbalzi   | 6 A. Tyus                                  |
| Meo Sacchetti                                            | Allenatori | Andrea Trinchieri                          |

##### Semifinali
| Arbitri: | Giampaolo Cicoria (Milano) Enrico Sabetta (Termoli) Alessandro Vicino (Argelato) |

|                            |            |                               |
| Datome 23 Goss 18 Lawal 14 | Punti      | 16 Ragland 15 Tyus 13 Aradori |
| Goss 4                     | Assist     | 4 Leunen, Ragland             |
| Lawal 8                    | Rimbalzi   | 12 Tyus                       |
| Marco Calvani              | Allenatori | Andrea Trinchieri             |

| Arbitri: | Luigi Lamonica (Roseto degli Abruzzi) Carmelo Paternicò (Piazza Armerina) Marco Giansanti (Roma) |

|                              |            |                                    |
| Lawal 18 Datome 16 Taylor 13 | Punti      | 18 Aradori 16 Mazzarino 14 Ragland |
| Taylor 5                     | Assist     | 2 Tabu                             |
| Lawal, Taylor 7              | Rimbalzi   | 7 Brooks                           |
| Marco Calvani                | Allenatori | Andrea Trinchieri                  |

| Arbitri: | Guerrino Cerebuch (Trieste) Paolo Taurino (Vignola) Gabriele Bettini (Bologna) |

|                               |            |                            |
| Aradori 19 Tyus 18 Ragland 11 | Punti      | 19 Goss 15 Datome 11 Jones |
| Šćekić 2                      | Assist     | 3 Datome                   |
| Tyus 10                       | Rimbalzi   | 7 Lawal                    |
| Andrea Trinchieri             | Allenatori | Marco Calvani              |

| Arbitri: | Gianluca Mattioli (Pesaro) Roberto Chiari (Ponzano Veneto) Alessandro Vicino (Argelato) |

|                                    |            |                           |
| Mazzarino 19 Ragland 14 Aradori 13 | Punti      | 24 Goss 20 Lawal 13 Jones |
| Aradori, Brooks 2                  | Assist     | 3 Bailey                  |
| Brooks 8                           | Rimbalzi   | 7 Datome, Jones, Lawal    |
| Andrea Trinchieri                  | Allenatori | Marco Calvani             |

| Arbitri: | Guerino Cerebuch (Trieste) Paolo Taurino (Vignola) Luca Weidmann (Campobasso) |

|                            |            |                              |
| Goss 14 Taylor 14 Jones 13 | Punti      | 18 Aradori 13 Leunen 10 Tyus |
| Bailey, Taylor 2           | Assist     | 5 Aradori                    |
| Jones 11                   | Rimbalzi   | 7 Brooks                     |
| Marco Calvani              | Allenatori | Andrea Trinchieri            |

| Arbitri: | Roberto Begnis (Crema) Tolga Sahin (Messina) Marco Giansanti (Roma) |

|                                                 |            |                            |
| Tyus 12 Leunen 10 Šćekić, Ragland, Mancinelli 8 | Punti      | 17 Goss 16 Lawal 11 Datome |
| Leunen, Aradori 5                               | Assist     | 4 Goss                     |
| Leunen, Brooks, Tyus 4                          | Rimbalzi   | 8 Lawal                    |
| Andrea Trinchieri                               | Allenatori | Marco Calvani              |

| Arbitri: | Giampaolo Cicoria (Milano) Gianluca Mattioli (Pesaro) Emanuele Aronne (Viterbo) |

|                            |            |                                        |
| Taylor 18 Goss 16 Lawal 15 | Punti      | 20 Aradori 16 Ragland 8 Šćekić, Leunen |
| Taylor 5                   | Assist     | 2 Mazzarino, Brooks, Tabu              |
| Lawal 11                   | Rimbalzi   | 7 Aradori                              |
| Marco Calvani              | Allenatori | Andrea Trinchieri                      |

### Eurolega
La Pall. Cantù si è qualificata all'Eurolega vincendo il Qualifying Round, che si è svolto dal 25 al 28 settembre al PalaDesio di Desio. Si è trattato di un torneo ad eliminazione diretta al quale hanno partecipato 8 squadre:
- UNICS Kazan'
- Ulma
- Le Mans
- Donec'k

- ČEZ Nymburk
- Ostenda
- Pall. Cantù
- Akademik Sofia

Le squadre sconfitte disputano l'Eurocup.
Il sorteggio per la composizione dei gironi della Regular season, che si è svolta dal 10 ottobre al 14 dicembre, si è tenuto il 6 luglio e la squadra vincitrice del  Qualifying Round è stata sorteggiata nel Girone A composto da:
- Panathīnaïkos
- Real Madrid
- Chimki

- Fenerbahçe
- Olimpija Lubiana
- Pall. Cantù

Le prime quattro classificate accedono alla seconda fase: le Top 16.
La Pall. Cantù si è classificata al 6º posto venendo così eliminata dalla competizione.

#### Qualifying Round
|   | Squadra        | Risultato |
| - | -------------- | --------- |
| 7 | Pall. Cantù    | 87        |
| 8 | Akademik Sofia | 79        |

|   | Squadra     | Risultato |
| - | ----------- | --------- |
| 5 | ČEZ Nymburk | 83        |
| 7 | Pall. Cantù | 89        |

|   | Squadra     | Risultato |
| - | ----------- | --------- |
| 3 | Le Mans     | 66        |
| 7 | Pall. Cantù | 80        |

| Arbitri: | Ilija Belošević Daniel Hierrezuelo Īlia Koromīlas |

|                                   |            |                                |
| Tyus 18 Mark'oishvili 15 Smith 13 | Punti      | 21 Heath 18 Watkins 14 Avramov |
| Smith 5                           | Assist     | 5 Heath                        |
| Leunen 8                          | Rimbalzi   | 15 Watkins                     |
| Andrea Trinchieri                 | Allenatori | Marin Dokuzovski               |

| Arbitri: | Ilija Belošević Srđan Dožai Īlia Koromīlas |

|                               |            |                               |
| Abrams 16 Taylor 16 Palyza 13 | Punti      | 19 Aradori 16 Smith 13 Brooks |
| Taylor 5                      | Assist     | 5 Smith                       |
| Tapoutos 6                    | Rimbalzi   | 6 Tyus                        |
| Ronen Ginzburg                | Allenatori | Andrea Trinchieri             |

| Arbitri: | Juan Carlos Arteaga Ilija Belošević Marcin Kowalski |

|                                        |            |                               |
| Batista 15 Victor 11 El-Amin, Kahudi 8 | Punti      | 15 Leunen 12 Aradori 11 Cusin |
| Long 5                                 | Assist     | 4 Aradori                     |
| Sy 7                                   | Rimbalzi   | 5 Leunen                      |
| Jackson                                | Allenatori | Andrea Trinchieri             |

#### Regular Season
|    | Classifica Gruppo A | P.ti | G  | V | P | PF  | PS  | DP  |
| -- | ------------------- | ---- | -- | - | - | --- | --- | --- |
| 1. | Real Madrid         | 14   | 10 | 7 | 3 | 832 | 738 | +94 |
| 2. | Chimki              | 12   | 10 | 6 | 4 | 753 | 754 | -1  |
| 3. | Panathinaikos       | 12   | 10 | 6 | 4 | 748 | 722 | +26 |
| 4. | Fenerbahçe Ülker    | 10   | 10 | 5 | 5 | 727 | 738 | -11 |
| 5. | Union Olimpija      | 6    | 10 | 3 | 7 | 722 | 808 | -86 |
| 6. | Pall. Cantù         | 6    | 10 | 3 | 7 | 708 | 730 | -22 |

| Risultati      | PAN   | RMA   | CHI    | FEN   | UNI   | CNT   |
| -------------- | ----- | ----- | ------ | ----- | ----- | ----- |
| Panathinaikos  |       | 79-68 | 67-79  | 69-55 | 80-72 | 78-76 |
| Real Madrid    | 85-78 |       | 104-81 | 77-61 | 91-60 | 80-66 |
| Chimki         | 78-77 | 86-85 |        | 71-70 | 75-65 | 77-53 |
| Fenerbahçe     | 73-64 | 75-83 | 92-80  |       | 85-68 | 77-69 |
| Union Olimpija | 67-85 | 76-89 | 74-72  | 75-81 |       | 81-79 |
| Pall. Cantù    | 69-71 | 76-70 | 65-74  | 82-58 | 71-84 |       |

| Arbitri: | Milivoje Jovčić Tomas Jasevičius Anastasios Piloidis |

|                                       |            |                            |
| Aradori 16 Mark'oishvili 13 Brooks 10 | Punti      | 17 Page 16 Baynes 15 Salin |
| Smith, Mark'oishvili, Tabu, Aradori 2 | Assist     | 6 Waters                   |
| Aradori 8                             | Rimbalzi   | 12 Baynes                  |
| Andrea Trinchieri                     | Allenatori | Sašo Filipovski            |

| Arbitri: | Vicente Bultó Siniša Herceg Seffi Shemmesh |

|                                                 |            |                                     |
| Schortsianitīs 19 Diamantidīs 12 Panko, Ukić 11 | Punti      | 17 Mark'oishvili 17 Aradori 10 Tyus |
| Diamantidīs 7                                   | Assist     | 3 Mark'oishvili, Tabu               |
| Tsartsarīs 6                                    | Rimbalzi   | 6 Tyus                              |
| Argyrīs Pedoulakīs                              | Allenatori | Andrea Trinchieri                   |

| Arbitri: | José Ramón García Ortiz Sreten Radović Zdravko Rutešić |

|                              |            |                                            |
| Aradori 13 Smith 10 Leunen 9 | Punti      | 10 Fridzon 10 Planinić 8 Augustine, Lončar |
| Mark'oishvili, Tabu 4        | Assist     | 7 Planinić                                 |
| Aradori 8                    | Rimbalzi   | 6 Augustine                                |
| Andrea Trinchieri            | Allenatori | Andrija Gavrilović                         |

| Arbitri: | Fernando Rocha Eddie Viator Panagiotis Anastopoulos |

|                                  |            |                                |
| Begić 17 Fernández 14 Mirotić 14 | Punti      | 18 Aradori 13 Leunen 13 Brooks |
| Suárez 5                         | Assist     | 3 Smith                        |
| Begić 10                         | Rimbalzi   | 7 Brooks                       |
| Pablo Laso                       | Allenatori | Andrea Trinchieri              |

| Arbitri: | José Martín Luís Lopes Oļegs Latiševs |

|                            |            |                                 |
| Tabu 16 Brooks 15 Cusin 15 | Punti      | 10 Sato 8 Andersen 8 Bogdanović |
| Tabu 7                     | Assist     | 3 Ermiş, Batiste, Preldžič      |
| Leunen 7                   | Rimbalzi   | 3 Sato, Andersen, Batiste       |
| Andrea Trinchieri          | Allenatori | Simone Pianigiani               |

| Arbitri: | Recep Ankaralı Oliver Krause Régis Bardera |

|                             |            |                                       |
| Blažič 30 Page 14 Baynes 13 | Punti      | 20 Aradori 15 Mark'oishvili 11 Leunen |
| Rannikko 4                  | Assist     | 4 Leunen, Tabu                        |
| Baynes 10                   | Rimbalzi   | 8 Leunen                              |
| Sašo Filipovski             | Allenatori | Andrea Trinchieri                     |

| Arbitri: | Borys Ryžyk Murat Biricik Marko Juras |

|                           |            |                                  |
| Tyus 18 Tabu 17 Leunen 11 | Punti      | 21 Bramos 15 Diamantidīs 9 Banks |
| Tabu 8                    | Assist     | 7 Diamantidīs                    |
| Brooks 6                  | Rimbalzi   | 9 Bramos                         |
| Andrea Trinchieri         | Allenatori | Argyrīs Pedoulakīs               |

| Arbitri: | Dani Hierrezuelo Srđan Dožai Radomir Vojinović |

|                                        |            |                                      |
| Davis 14 Planinić 14 Fridzon, Monja 11 | Punti      | 16 Mark'oishvili 11 Leunen 10 Brooks |
| Fridzon 7                              | Assist     | 4 Tabu                               |
| Lončar 7                               | Rimbalzi   | 5 Abass, Tyus                        |
| Rimas Kurtinaitis                      | Allenatori | Andrea Trinchieri                    |

| Arbitri: | Saša Pukl Andrej Jeršan Īlia Koromīlas |

|                                    |            |                              |
| Mark'oishvili 23 Tabu 14 Leunen 11 | Punti      | 24 Carroll 17 Llull 11 Reyes |
| Tabu 5                             | Assist     | 5 Rodríguez                  |
| Abass, Cusin 7                     | Rimbalzi   | 10 Reyes                     |
| Andrea Trinchieri                  | Allenatori | Pablo Laso                   |

| Arbitri: | Juan Carlos Arteaga Matej Boltauzer Miguel Pérez Pérez |

|                              |            |                                      |
| McCalebb 19 Onan 12 Savaş 12 | Punti      | 20 Mark'oishvili 16 Cusin 12 Aradori |
| McCalebb 3                   | Assist     | 6 Brooks                             |
| Sato 8                       | Rimbalzi   | 6 Brooks                             |
| Simone Pianigiani            | Allenatori | Andrea Trinchieri                    |

### Supercoppa italiana
La Supercoppa italiana si è svolta il 22 settembre 2012 al 105 Stadium di Rimini ed ha visto la vittoria, per la seconda volta nella sua storia, della Pallacanestro Cantù.
| Arbitri: | Giampaolo Cicoria (Milano) Carmelo Paternicò (Piazza Armerina) Roberto Chiari (Ponzano Veneto) |

| |            | |
| Brown 18 Sanik'idze 17 Moss 10 | Punti      | 18 Tyus 15 Mark'oishvili 14 Smith |
| Hackett 5 | Assist     | 9 Smith |
| Sanik'idze 16 | Rimbalzi   | 7 Brooks |
| 6 Brown· 8 Eze· 13 Sanik'idze· 22 Janning· 34 Moss 4 Kasun· 9 Carraretto· 10 Rašić· 11 Kangur· 14 Ress· 18 Lechthaler· 23 Hackett | Formazioni | 8 Smith· 9 Mark'oishvili· 10 Leunen· 21 Aradori· 22 Cusin 4 Kudláček· 5 Abass· 12 Mazzarino· 13 Casella· 15 Brooks· 16 Tyus· 18 Tabu |
| Luca Banchi | Allenatori | Andrea Trinchieri |

| Supercoppa italiana 2012 |
| ------------------------ |
| Pall. Cantù 2º titolo    |

### Coppa Italia
Grazie al quarto posto in classifica ottenuto al termine del girone d'andata la Pall. Cantù ha ottenuto il diritto a partecipare alle Final Eight di Coppa Italia che si sono tenute dal 7 al 10 febbraio al Mediolanum Forum e che han visto la vittoria per la quinta volta consecutiva della Mens Sana Siena.
|   | Squadra     | Risultato |
| - | ----------- | --------- |
| 4 | Pall. Cantù | 85        |
| 5 | Virtus Roma | 89        |

| Arbitri: | Luigi Lamonica (Roseto degli Abruzzi) Saverio Lanzarini (Bologna) Denny Borgioni (Roma) |

| |            | |
| Tabu 24 Leunen 19 Aradori 15 | Punti      | 22 Datome 19 Czyż 17 Lawal |
| Tabu 4 | Assist     | 5 Goss |
| Aradori 6 | Rimbalzi   | 12 Datome |
| 10 Leunen· 15 Brooks· 18 Tabu· 21 Aradori· 22 Cusin 4 Kudláček· 5 Abass· 7 Šćekić· 11 Anderson· 12 Mazzarino· 13 Casella· 23 Mancinelli | Formazioni | 5 Goss· 13 Datome· 21 Taylor· 31 Lawal· 33 Czyż 6 Jones· 7 Tambone· 8 Tonolli· 9 Gorrieri· 10 D'Ercole· 18 Di Giacomo· 44 Lorant |
| Andrea Trinchieri | Allenatori | Marco Calvani |

## Statistiche

### Statistiche di squadra
| Competizione        | Punti | In casa | In casa | In casa | In casa | In casa | In trasferta | In trasferta | In trasferta | In trasferta | In trasferta | Totale | Totale | Totale | Totale | Totale | Totale |
| Competizione        | Punti | G       | V       | P       | PF      | PS      | G            | V            | P            | PF           | PS           | G      | V      | P      | PF     | PS     | DIF    |
| ------------------- | ----- | ------- | ------- | ------- | ------- | ------- | ------------ | ------------ | ------------ | ------------ | ------------ | ------ | ------ | ------ | ------ | ------ | ------ |
| Serie A             | 34    | 15      | 11      | 4       | 1149    | 997     | 15           | 6            | 9            | 1073         | 1054         | 30     | 17     | 13     | 2222   | 2051   | +171   |
| Play-off            | -     | 6       | 5       | 1       | 473     | 455     | 8            | 2            | 6            | 593          | 660          | 14     | 7      | 7      | 1066   | 1115   | -49    |
| Totale Serie A      | -     | 21      | 16      | 5       | 1622    | 1452    | 23           | 8            | 15           | 1666         | 1714         | 44     | 24     | 20     | 3288   | 3166   | +122   |
| Coppa Italia        | -     | -       | -       | -       | -       | -       | -            | -            | -            | -            | -            | 1      | 0      | 1      | 85     | 98     | -4     |
| Eurolega            | 6     | 5       | 3       | 2       | 365     | 337     | 5            | 0            | 5            | 343          | 393          | 10     | 3      | 7      | 708    | 730    | -22    |
| Supercoppa italiana | -     | -       | -       | -       | -       | -       | -            | -            | -            | -            | -            | 1      | 1      | 0      | 80     | 73     | +7     |
| Totale              | -     | 26      | 19      | 7       | 1987    | 1789    | 28           | 8            | 20           | 2009         | 2107         | 56     | 28     | 28     | 4161   | 4058   | +103   |

### Statistiche dei giocatori
| Giocatore        | Serie A | Serie A | Serie A | Serie A | Eurolega | Eurolega | Eurolega | Eurolega | Coppa Italia | Coppa Italia | Coppa Italia | Coppa Italia | Supercoppa | Supercoppa | Supercoppa | Supercoppa | Totale | Totale | Totale | Totale |
| Giocatore        | PG      | PTI     | AST     | RIM     | PG       | PTI      | AST      | RIM      | PG           | PTI          | AST          | RIM          | PG         | PTI        | AST        | RIM        | PG     | PTI    | AST    | RIM    |
| ---------------- | ------- | ------- | ------- | ------- | -------- | -------- | -------- | -------- | ------------ | ------------ | ------------ | ------------ | ---------- | ---------- | ---------- | ---------- | ------ | ------ | ------ | ------ |
| A. Abass         | 9       | 2       | 0       | 2       | 2        | 7        | 0        | 12       | 0            | 0            | 0            | 0            | 0          | 0          | 0          | 0          | 11     | 9      | 0      | 14     |
| K. Anderson      | 8       | 22      | 10      | 9       | 0        | 0        | 0        | 0        | 1            | 2            | 0            | 2            | 0          | 0          | 0          | 0          | 9      | 24     | 10     | 11     |
| P. Aradori       | 40      | 552     | 74      | 155     | 8        | 120      | 12       | 32       | 1            | 15           | 3            | 6            | 1          | 4          | 1          | 4          | 50     | 691    | 90     | 197    |
| J. Brooks        | 43      | 340     | 38      | 211     | 10       | 83       | 13       | 49       | 1            | 9            | 1            | 2            | 1          | 11         | 1          | 7          | 55     | 443    | 53     | 269    |
| A. Casella       | 6       | 5       | 0       | 0       | 1        | 0        | 0        | 0        | 0            | 0            | 0            | 0            | 0          | 0          | 0          | 0          | 7      | 5      | 0      | 0      |
| M. Cusin         | 40      | 185     | 17      | 129     | 10       | 61       | 6        | 27       | 1            | 3            | 3            | 1            | 1          | 6          | 0          | 5          | 52     | 255    | 26     | 162    |
| J. Kudláček      | 5       | 11      | 1       | 2       | 4        | 3        | 1        | 0        | 0            | 0            | 0            | 0            | 0          | 0          | 0          | 0          | 9      | 14     | 2      | 2      |
| M. Leunen        | 43      | 341     | 96      | 194     | 10       | 86       | 18       | 38       | 1            | 19           | 1            | 3            | 1          | 4          | 0          | 4          | 55     | 450    | 115    | 239    |
| S. Mancinelli    | 25      | 113     | 27      | 41      | 0        | 0        | 0        | 0        | 1            | 2            | 3            | 2            | 0          | 0          | 0          | 0          | 26     | 115    | 30     | 43     |
| M. Mark'oishvili | 17      | 221     | 35      | 57      | 10       | 126      | 17       | 25       | 0            | 0            | 0            | 0            | 1          | 18         | 0          | 5          | 28     | 365    | 52     | 87     |
| N. Mazzarino     | 42      | 341     | 55      | 50      | 10       | 27       | 8        | 8        | 1            | 9            | 2            | 0            | 1          | 3          | 1          | 2          | 54     | 380    | 66     | 60     |
| J. Ragland       | 15      | 211     | 47      | 41      | 0        | 0        | 0        | 0        | 0            | 0            | 0            | 0            | 0          | 0          | 0          | 0          | 15     | 211    | 47     | 41     |
| M. Šćekić        | 26      | 116     | 10      | 49      | 5        | 14       | 1        | 6        | 1            | 2            | 0            | 4            | 0          | 0          | 0          | 0          | 32     | 132    | 11     | 59     |
| G. Siberna       | 0       | 0       | 0       | 0       | 0        | 0        | 0        | 0        | 0            | 0            | 0            | 0            | 0          | 0          | 0          | 0          | 0      | 0      | 0      | 0      |
| J. Smith         | 20      | 103     | 35      | 47      | 4        | 25       | 7        | 10       | 0            | 0            | 0            | 0            | 1          | 11         | 9          | 2          | 25     | 139    | 51     | 59     |
| J. Tabu          | 43      | 326     | 121     | 131     | 10       | 75       | 42       | 22       | 1            | 24           | 4            | 2            | 1          | 5          | 4          | 2          | 55     | 430    | 171    | 157    |
| A. Tyus          | 42      | 399     | 6       | 261     | 10       | 81       | 4        | 37       | 0            | 0            | 0            | 0            | 1          | 18         | 2          | 6          | 53     | 498    | 12     | 304    |